# Lucgarier
 Lucgarier  es una población y comuna francesa, en la región de Aquitania, departamento de Pirineos Atlánticos, en el distrito de Pau y cantón de Pontacq.

## Demografía
| 216 | 239 | 223 | 268 | 294 | 288 |
| Para los censos de 1962 a 1999 la población legal corresponde a la población sin duplicidades (Fuente: INSEE [Consultar]) |     |     |     |     |     |